# Astragalus gambelianus
Astragalus gambelianus es una especie de planta herbácea perteneciente a la familia de las leguminosas. Es originaria de Norteamérica.

## Descripción
Es una hierba anual con tallos delgados alcanzando un máximo de 30 centímetros de largo, pero generalmente es más corto. Es más pequeño que la mayoría de otras especies de su género. Las hojas son de menos de 4 centímetros de largo y se componen de varios foliolos oblongos, cada uno de unos pocos milímetros de longitud. La inflorescencia tiene hasta 15 flores blancas teñidas de púrpura, cada una por lo general de menos de 6 milímetros de largo. La  inflorescencia está recubierta de pelos negros. El fruto es una pequeña redondeada u oval legumbre de tan sólo unos milímetros de largo.

## Distribución
Es una planta herbácea perennifolia que se encuentra en Estados Unidos y México.

## Taxonomía
Astragalus conjunctus fue descrita por Edmund Perry Sheldon y publicado en Minnesota Botanical Studies 1(1): 21. 1894.
Etimología
Astragalus: nombre genérico derivado del griego clásico άστράγαλος y luego del Latín astrăgălus aplicado ya en la antigüedad, entre otras cosas, a algunas plantas de la familia Fabaceae, debido a la forma cúbica de sus semillas parecidas a un hueso del pie.
gambelianus: epíteto latíno que significa "como Gambelia".
Sinonimia
- Astragalus elmeri Greene
- Astragalus gambelianus subsp. elmeri (Greene) Abrams
- Astragalus gambelianus subsp. gambelianus
- Astragalus nigrescens Nutt.
- Hesperastragalus elmeri (Greene) Rydb.
- Hesperastragalus gambellianus (E.Sheld.) A.Heller[3][4]